# فورد در برابر فراری
فورد در برابر فراری (به انگلیسی: Ford v Ferrari)، یک فیلم آمریکایی در ژانر زندگی‌نامه‌ای درام به کارگردانی جیمز منگولد است که در سال ۲۰۱۹ منتشر شد. فیلم‌نامه این فیلم توسط جیسون کلر بر اساس رخدادهای واقعی به نگارش درآمده است. فیلم، داستان زندگی و رفاقت پیچیدهٔ کن مایلز و کرول شلبی را به تصویر می‌کشد که در اوایل دهه ۶۰ توسط شرکت فورد استخدام می‌شوند تا ماشین مسابقه‌ای قدرتمند بسازند که بتواند ماشین شرکت فراری را شکست دهد. کریستین بیل، مت دیمون، جان برنثال، کترینا بلف، نوآ جوپ و جی‌جی فیلد ستارگان فیلم هستند.

## موضوع
داستان فیلم حول محور یک تیم مصمم از مهندسان و طراحان آمریکایی و سوئدی به رهبری طراح خودرو کرول شلبی و راننده بریتانیایی او، کن مایلز است که توسط هنری فورد دوم و لی یاکوکا استخدام می‌شوند تا یک ماشین مسابقه بسازند تا ماشین‌های مسابقه ایتالیایی به خصوص فراری را شکست دهند.

## داستان
در سال ۱۹۶۳، لی یاکوکا، معاون شرکت فورد، به هنری فورد دوم پیشنهاد می‌دهد برای افزایش فروش خودروهایشان، شرکت فراری را خریداری کنند، شرکتی که در مسابقات ۲۴ ساعته لمان سلطه دارد. اما انتزو فراری با استفاده از پیشنهاد فورد، قراردادی با فیات منعقد می‌کند که به او اجازه می‌دهد کنترل تیم مسابقه‌ای اسکودریا فراری را حفظ کند و در این مسیر، به فورد و کل شرکتش توهین می‌کند. این موضوع باعث می‌شود فورد به تیم مسابقه‌ای خود دستور دهد خودرویی برای رقابت با فراری در لمان بسازد و یاکوکا نیز کارول شلبی، رانندهٔ بازنشسته‌ای که برندهٔ مسابقهٔ لمان در سال ۱۹۵۹ بوده و مالک شرکت شلبی آمریکایی است، استخدام می‌کند. شلبی نیز دوست نزدیک خود کن مایلز، رانندهٔ بریتانیایی با خلق‌وخوی تند و مهندس مکانیک، را به کار می‌گیرد.
شلبی و مایلز خودروی اولیهٔ فورد جی‌تی۴۰ مارک ۱ را در فرودگاه بین‌المللی لس‌آنجلس توسعه می‌دهند و مایلز پیشنهادهایی برای ارتقای عملکرد خودرو ارائه می‌دهد. در مراسم رونمایی از فورد ماستنگ (نسل اول), مایلز انتقادی تند و تحقیرآمیز از آن می‌کند که باعث رنجش لئو بیبی، معاون ارشد فورد، می‌شود. بیبی از ترس تأثیر منفی مایلز بر وجههٔ عمومی شرکت، تلاش می‌کند او را از حضور در مسابقهٔ لمان ۱۹۶۵ باز دارد. شلبی ناچار می‌شود مایلز را کنار بگذارد و فیل هیل و بروس مک‌لارن را به لمان می‌فرستد؛ اما هیچ‌کدام از خودروهای فورد مسابقه را به پایان نمی‌رسانند. مایلز که از رادیو مسابقه را دنبال می‌کند، متوجه می‌شود دربارهٔ ایرادهای خودرو حق با او بوده است.
وقتی فورد از شلبی می‌پرسد چرا نباید او را اخراج کند، شلبی توضیح می‌دهد که با وجود مشکلات، جی‌تی۴۰ به سرعت ۳۵۰٫۸ کیلومتر در ساعت در مسیر مستقیم مولسان رسید و این موضوع باعث وحشت فراری شد. او می‌افزاید که یک خودروی مسابقه را نمی‌توان با تصمیم جمعی طراحی کرد. فورد به شلبی دستور می‌دهد پروژه را ادامه دهد و مستقیماً به خودش گزارش دهد. در آزمایش مدل جی‌تی۴۰ مارک ۲، مشکل مکرر کاهش کارایی ترمز باعث تصادف و آتش‌سوزی می‌شود، اما مایلز نجات می‌یابد. تیم متوجه می‌شود قوانین اجازه می‌دهند در جریان مسابقه، کل سامانهٔ ترمز را تعویض کنند.
در سال ۱۹۶۶، بیبی مدیریت بخش مسابقه‌ای را در دست می‌گیرد. وقتی او و فورد برای بازدید از برنامه می‌آیند، شلبی بیبی را در دفترش حبس می‌کند و فورد را سوار جی‌تی۴۰ می‌کند. شلبی با فورد شرط می‌بندد: اگر مایلز در ۲۴ ساعته دیتونا پیروز شود، اجازهٔ شرکت در لمان را می‌گیرد. در غیر این صورت، فورد مالکیت کامل شرکت شلبی را به دست می‌آورد. در پیست بین‌المللی دیتونا، بیبی یک جی‌تی۴۰ دیگر را وارد می‌کند که از تیمی وابسته به نسکار پشتیبانی می‌شود و توقف‌های سریع‌تری دارد. اما شلبی به مایلز اجازه می‌دهد موتور را از مرز ۷۰۰۰ دور در دقیقه عبور دهد و مایلز برنده می‌شود.
در مسابقهٔ ۲۴ ساعته لمان ۱۹۶۶، مایلز در دور نخست با مشکل درِ خودرو مواجه می‌شود. تیم تعمیرات آن را رفع می‌کند و مایلز با ثبت رکوردهای جدید، خود را به فراری‌ها می‌رساند. در رقابت با فراری ۳۳۰ پی۳ و لورنتسو باندینی، بار دیگر ترمز خودرو دچار مشکل می‌شود و او به پیت بازمی‌گردد تا کل سامانهٔ ترمز تعویض شود. فراری اعتراض می‌کند اما شلبی با نشان دادن قانونی بودن اقدام، اعتراض را رد می‌کند.
مایلز و باندینی در مسیر مولسان رقابت می‌کنند تا اینکه خودروی فراری از کار می‌افتد. با پیشتازی سه خودروی فورد، بیبی به شلبی دستور می‌دهد مایلز را وادار کند سرعت خود را کاهش دهد تا سه خودرو با هم به خط پایان برسند و تصویری هماهنگ برای رسانه‌ها ثبت شود. شلبی موضوع را به مایلز می‌گوید اما تصمیم را به خودش می‌سپارد. مایلز ابتدا همچنان رکوردشکنی می‌کند اما در دور پایانی تصمیم می‌گیرد طبق خواسته عمل کند.
در پایان، چون مک‌لارن مسابقه را عقب‌تر آغاز کرده بود، مسافت بیشتری طی کرده و به عنوان نفر اول معرفی می‌شود. مایلز دوم می‌شود. شلبی بیبی را متهم به خرابکاری عمدی در پیروزی مایلز می‌کند اما مایلز با خونسردی از کنار آن می‌گذرد و به شلبی می‌گوید: «تو قول دادی که سوار بشم، نه اینکه ببرم.» انتزو فراری از جایگاه خود، با احترام به مایلز ادای احترام می‌کند. در پایان، شلبی به مایلز می‌گوید دفعهٔ بعدی لمان را خواهند برد.
دو ماه بعد، مایلز در جریان آزمایش فورد جی‌تی۴۰ جی‌کار در پیست ریورساید دچار سانحه شده و جان می‌سپارد. شش ماه بعد، شلبی در برابر خانهٔ مالی، همسر مایلز، توقف می‌کند اما مردد می‌ماند. پیتر، پسر مایلز، از خانه بیرون می‌آید و با شلبی گفت‌وگو می‌کند. شلبی آچاری را که مایلز زمانی با عصبانیت به سوی او پرتاب کرده بود، به پیتر می‌دهد.
در پایان، متن پایانی روایت می‌کند که فورد در سال‌های ۱۹۶۷، ۱۹۶۸ و ۱۹۶۹ نیز به پیروزی خود در لمان ادامه داد و کن مایلز در سال ۲۰۰۱ به‌طور پس از مرگ وارد تالار مشاهیر ورزش‌های موتوری آمریکا شد.

## ساخت
پرونده ساخت فیلم از فوریه ۲۰۱۸ باز شد. تام کروز و برد پیت نخستین انتخاب‌ها برای نقش‌های اصلی بودند اما هردو به علت هم‌زمانی با پروژه‌های دیگر نتوانستند در فیلم حضور پیدا کنند و دیمون و بیل جایگزین شدند. فیلم‌برداری از ژوئیه همین سال آغاز شد و بعد از سه ماه به پایان رسید.

## اکران
فورد در برابر فراری نخستین بار در اوت ۲۰۱۹ و در طی جشنواره فیلم تلیوراید به روی پرده رفت و سپس در تاریخ ۱۵ نوامبر توسط فاکس قرن بیستم به صورت جهانی اکران شد. 

## نظرات منتقدان
فیلم با تحسین جهانی منتقدان همراه بود و در زمینه کارگردانی، اجرای دیمون و بیل، موسیقی، فیلم‌برداری و سکانس‌های مسابقه ستایش شد. فیلم همچنین یک موفقیت در گیشه بود و توانست ۲۲۵ میلیون دلار در سرار جهان فروش کند در حالی که بودجه ساخت آن ۹۷ بوده‌است. هیئت ملی بازبینی فیلم، فورد در برابر فراری را یکی از ۱۰ فیلم برتر سال معرفی کرد. در هفتاد و هفتمین مراسم گلدن گلوب فیلم در رشته بهترین بازیگر مرد فیلم درام بود که موفق به کسب آن نشد. همچنین در نود و دومین دوره جوایز اسکار، فیلم در چهار رشته از جمله بهترین فیلم نامزد دریافت جایزه اسکار شده بود که در نهایت دو جایزه بهترین تدوین و بهترین تدوین صدا را به خود اختصاص داد.

## بازیگران
- کریستین بیل در نقش کن مایلز
- مت دیمون در نقش کرول شلبی
- کترینا بلف در نقش مالی مایلز
- نوآ جوپ در نقش پیتر مایلز
- جان برنثال در نقش لی لاکوکا
- جی‌جی فیلد در نقش روی لون
- جاش لوکاس در نقش لئو بیبی
- تریسی لتس در نقش هنری فورد دوم
- بنجامین ریگبی در نقش بروس مک لارن
- کورادو اینوِرنیتسی در نقش فرانکو
- رمو جیرونه
- استفانیا اسپامپیناتو